# Stelis fractiflexa
Stelis fractiflexa är en orkidéart som beskrevs av Oakes Ames och Charles Schweinfurth. Stelis fractiflexa ingår i släktet Stelis och familjen orkidéer. Inga underarter finns listade i Catalogue of Life.